# Tipula diabolica
Tipula diabolica är en tvåvingeart som beskrevs av Alexander 1954. Tipula diabolica ingår i släktet Tipula och familjen storharkrankar. Inga underarter finns listade i Catalogue of Life.